# Antoni Grabowski
Antoni Grabowski (Nowe Dobre, 1857. június 11. – Varsó, 1921. július 4.) lengyel vegyészmérnök és korai eszperantista, aki eszperantó nyelvre történő fordításaival jelentősen befolyásolta az eszperantó irodalmi nyelv fejlődését. Vegyészként dolgozott, de tagja volt a Szláv Irodalmi Szövetségnek. Közel 30 nyelven beszélő poliglott volt, többek között beszélte a Volapük nyelvet is. Ő volt az első, akivel Zamenhof tudott eszperantóul beszélgetni.

## Tanulmányok és munkahely
Családja közvetlenül az ő születése után átköltözött a Chełmno melletti Nowe Dobre-ből Toruńba. A szegényes családi körülmények miatt Antoni kénytelen volt már tízegynéhány évesen – az általános iskola befejezése után – elkezdeni dolgozni. De a tudásszomj további tettekre sarkallta; autodidakta módon felkészült a gimnáziumi felvételi vizsgára, és kitűnő eredménnyel teljesítette azt. A toruńi Kopernikusz gimnáziumban kitűnő eredményeket ért el, és annyira felülmúlta a kortársait, hogy kétszer is magasabb osztályba küldték. 1879 szeptemberében fejezte be a gimnáziumot, és a család pénzügyi helyzetének javulásával Grabowski elkezdhette tanulmányait – filozófiát és természettudományokat – a  Breslaui Egyetemen (ma Wrocław). Ezután tanult és vegyészmérnökként dolgozott Zawiercieben és más helyeken, amelyek ma Csehországhoz tartoznak, majd az ivanovo-vosnjesenski  (orosz város, 250 km-re északkeletre Moszkvától) textilgyár vezetője lett.
Ebben az időszakban folyamatosan tanulmányozta a kémiai jellegű problémákat, és sok technológiai újítása ismertté tette a nevét az európai szakemberek között. Grabowski sok szakcikket jelentetett meg, találmányait ismertette többek között a „Chemik Polski” és „Przegląd Techniczny”. Ekkor fordította le Ira Remsen kiemelkedő kémiai könyvét angolból lengyelre, és később tagja lett annak a bizottságnak, amelynek feladata volt kidolgozni a lengyel nyelvű technikai terminológiát. Néhány évvel később, 1906-ban megjelent a „Słownik chemiczny”, az első lengyel kémiai szótár.

## Eszperantó és irodalom
Antoni Grabowski már egyetemi évei alatt hatalmas érdeklődést mutatott az irodalom iránt, tagja volt a Szláv Irodalmi Szövetségnek („Towarzystwo Literacko-Słowianskie”) Wrocławban. De Grabowski nemcsak a lengyel nyelv és irodalom iránt lelkesedett: hamarosan 9 nyelven beszélt és legalább 15 nyelvet értett, valódi poliglott lett. Mint korának sok nyelveket beszélő értelmiségije, az egyetemista Grabowski is érdeklődött a nemzetközi nyelv iránt, ami abban az időben a volapük volt, így megtanulta azt. Amikor Grabowski meglátogatta Johann Martin Schleyert, a nyelv szerzőjét, bebizonyosodott számára, hogy még ő sem képes folyékonyan beszélni volapük nyelven. A volapük ekkor nem volt alkalmas a mindennapi használatra, így végül mindketten németre váltottak. Ezután a kiábrándító találkozás után Grabowski azonnal felhagyott a volapükkel való időtöltéssel, de nem számolt le a nemzetközi nyelv eszméjével.
1887-ben megvásárolta és áttanulmányozta az akkor megjelent Dr-o Esperanto. Internacia Lingvo. Antaŭparolo kaj plena lernolibro" (Dr. Reménykedő. Nemzetközi Nyelv. Előszó és teljes tankönyv), könyvet, amelyben Lazaro Ludoviko Zamenhof bemutatta a nyelvtervezetét, amely hamarosan az „eszperantó” néven vált ismertté. A könyv átlátható struktúrája és a meglepően gyors elsajátíthatósága, kifejezőképessége mély benyomást tett rá, és azonnal Varsóba utazott, hogy meglátogassa Zamenhofot, akivel megtörtént az első eszperantó nyelvű társalgás.
Zamenhof és Antoni Grabowski tudatában voltak az irodalom szerepének a nyelvek fejlődésében, különösen pedig egy formálódó nyelv esetében, amilyen az eszperantó is. Grabowski hamarosan elkezdett fordítani; 1888-ban megjelent a fordítása Alekszandr Puskintól „La neĝa blovado”.  1889-ben ezt követte a „La gefratoj” Goethétől.
Az 1890-es évek kezdetén Grabowski elégedetlen volt az eszperantó terjedésének lassúsága miatt, ezt a nyelv tökéletlenséggel magyarázta, és ezért reformokat javasolt, sőt még egy saját nyelvtervezetet is készített, de 1894-es szavazáskor már a reformok ellen szavazott.
Amikor 1904-ben megalakult a „Varsovia Societo Esperantista” (Varsói Eszperantó Szövetség), Grabowski lett az elnöke, még a szövetség 1908-as átalakulása utáni is. („Pola Esperanto-Societo” Lengyel Eszperantó Társaság). Ekkortól igazgatta az Eszperantó Akadémia (Akademio de Esperanto) nyelvtani szekcióját, és több cikket jelentetett meg, előadásokat tartott az eszperantóról és tanfolyamokat is szervezett.
1908–1914 között Grabowski elsőként vezetett eszperantó-tanfolyamokat Varsó néhány iskolájában. Már egy 1908-as cikkben felhívta a figyelmet az eszperantó felnőttképzési értékére, rámutatva többek között, milyen mértékben segítheti az eszperantó a francia és a latin nyelv tanulását.
Az „El Parnaso de Popoloj” (A népek parnasszusa) antológia, amely 1913-ban jelent meg, 116 költeményt foglalt magában, amelyek 30 nyelvet és kultúrát mutattak be. A versek közül csak 6 volt eredetileg is eszperantó nyelven alkotott, a többi 110 fordítás volt.
Az első világháború alatt Grabowski már beteg volt, és egyedül, Oroszországba menekült családja nélkül élt Varsóban. Ekkor fordította a lengyel hazafias eposzt, a Sinjoro Tadeo (Pan Tadeusz) című művet Adam Mickiewicztől.
Zamenhof halála (1917) után szívbetegségben szenvedve egyedül élt. A betegségét a pénzügyi nehézségei miatt nem tudta kezeltetni, így a háború végére fizikailag teljesen kimerült, amikorra hazajött a családja. A háború után is aktívan tevékenykedett az eszperantóért, amíg egy hirtelen szívroham 1921-ben elszólította az élők közül.

## Művei

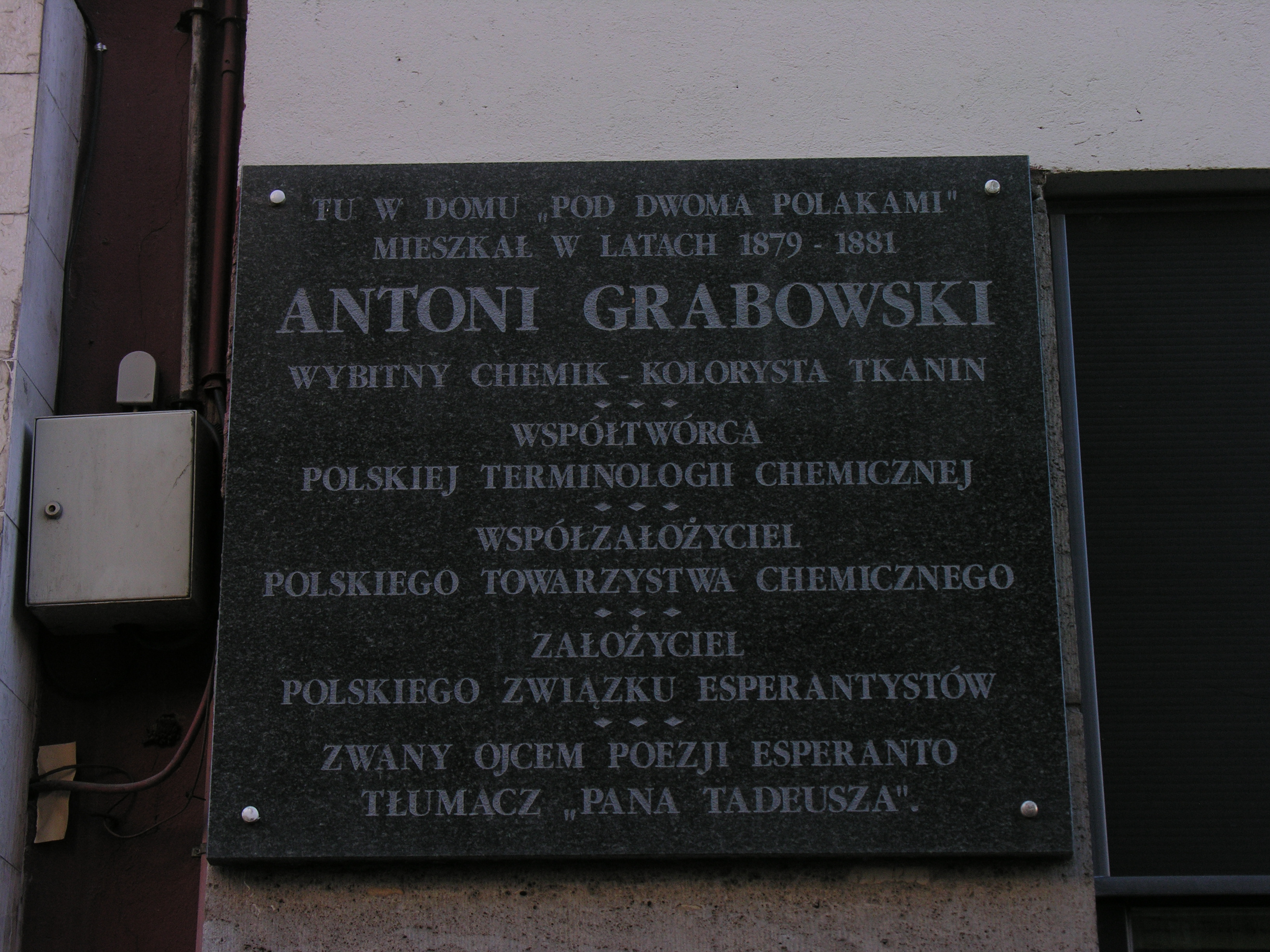
Emléktáblája Wrocławban

Eredeti költemények (elsőként eszperantó nyelven alkotva):
- La tagiĝo
- La reveno de l`filo
- Sur unu kordo
- La pluva tago
- Al la semanto
- Jubilea kantato
- Saluto el Varsovio

Antológiák – fordítások és eredeti művek:
- La liro de la esperantistoj – versgyűjtemény  – 1893
- El Parnaso de Popoloj –  versgyűjtemény

Fordítások:
- La Gefratoj, Johann Wolfgang von Goethetől – 1889
- Mazepa Juliusz Słowacki drámája
- Halka Stanisław Moniuszko operája
- Sinjoro Tadeo Adam Mickiewicztől
- La negxa blovado Alekszandr Szergejevics Puskintól – 1888
- En Svisujo Juliusz Słowackitól
- Ŝi la Tria Henryk Sienkiewicztől
- Pekoj de Infaneco Bolesław Prustól
- Consilium Facultatis Fredotól

Egyéb művek:
- Kondukanto internacia de l' interparolado
- Granda Vortaro Pola-E kaj E-Pola

Cikkek:
- Esperanto kiel propedeŭtiko de lingvoj, Pola Esperantisto, 1908

## Fordítás
Ez a szócikk részben vagy egészben  az   Antoni Grabowski című eszperantó Wikipédia-szócikk ezen változatának fordításán alapul.  Az eredeti cikk szerkesztőit annak laptörténete sorolja fel. Ez a jelzés csupán a megfogalmazás eredetét és a szerzői jogokat jelzi, nem szolgál a cikkben szereplő információk forrásmegjelöléseként.